# جان ام گرین
جان ام گرین (انگلیسی: John M. Greene؛ زاده ۲۲ سپتامبر ۱۹۲۸ درگذشته ۲۲ اکتبر ۲۰۰۷) یک فیزیک‌دان اهل ایالات متحده آمریکا بود.